# Ментовские войны
«Ментовские войны» — российский криминальный телесериал, снятый по сценариям полковника милиции в отставке Максима Есаулова и криминального журналиста Андрея Романова о работе оперативников «убойного» уголовного розыска ГУВД Санкт-Петербурга под руководством Романа Шилова и их противодействии «оборотням в погонах» и иным коррумпированым чиновникам из верхних эшелонов власти различных уровней. В настоящее время насчитывается 5 спин-оффов и 11 сезонов сериала, а также 3 украинские адаптации. Главные роли сыграли Александр Устюгов‚ Алексей Завьялов, Дмитрий Быковский-Ромашов и Всеволод Цурило. Также в сериале снялись Роман Громадский, Анатолий Узденский, Александр Лисицын, Дарья Юргенс, Елизавета Ковалёва, Андрей Кузнецов, Светлана Смирнова-Кацагаджиева, Андрей Родимов, Сергей Кудрявцев, Ольга Павловец, Александр Саюталин. Премьера первого сезона сериала состоялась 14 февраля 2005 года под названием «Старший оборотень по особо важным делам». 27 ноября 2017 года состоялась премьера первых восьми серий одиннадцатого сезона на телеканале «НТВ». 17 сентября 2018 года состоялась премьера финальных серий одиннадцатого сезона.

## Сюжет
Сюжетные линии сериала завязаны вокруг различных расследований «Шиловского» отдела. В преступные махинации оказываются втянуты многие из сослуживцев Шилова, представители силовых ведомств (прокуратура, ФСБ, армия, ФСКН, ФСИН), влиятельные криминальные структуры.

#### «Старший оборотень по особо важным делам».
Санкт-Петербург начала 2000-х годов. В уголовном розыске ГУВД несёт службу майор милиции Шилов Роман Георгиевич, талантливый и предприимчивый оперативник. С ним в команде работают его проверенные временем верные коллеги Станислав Скрябин, Сергей Соловьёв, Леонид Василевский и Евгений Иванов по прозвищу «Джексон». На оперативной встрече криминальный авторитет Герман Дробышев по прозвищу «Моцарт» предлагает Шилову взять в разработку двух подозреваемых в подготовке к покушению на него, которых задержала охрана Моцарта. Сумев разговорить несостоявшихся киллеров, Шилов приходит к выводу, что некто организовал целый бизнес по устранению криминальных конкурентов при разделах сфер влияния. Однако, чем дальше заходит расследование, тем Шилову становится всё понятнее, что за спинами преступников стоит кто-то из коллег, который очень не заинтересован в успешном раскрытии дела и фабрикует против Шилова компромат. Чтобы узнать, кто эти «оборотни в погонах», Роман должен идти до конца, но, чем дальше он углубляется в это расследование, тем яснее понимает, что следы коррупции ведут на самый высокий уровень руководства ГУВД.

#### «Недетские игры».
Из воинской части сбежали три солдата-контрактника. На их поиски были подняты огромные силы: личный состав, собаки, вертолёт… У Романа Шилова новая команда, из прошлого состава остались только Скрябин и Джексон, а Егоров, бывший тюремный оперативник, перешёл под его начало. Прошлое не даёт покоя Скрябину, он не теряет надежды отыскать подрывника, заложившего взрывчатку в авто Шилова, от которой погиб его друг Соловьёв.
«Золотая стрела» (4 сезон)
После увольнения из милиции Шилов, разведясь с Орловой, уехал в Сибирь работать в службу безопасности крупного горного концерна. У него прибыльная работа, спокойная жизнь, новые отношения и о возвращении в органы не может быть и речи. Спустя два года, Шилов приезжает со своей возлюбленной Леной в Питер в отпуск. В городе многое поменялось. На посту начальника ГУВД Глотова сменил полковник Гвардис. Из прежней команды Шилова в отделе остались только возглавивший его Скрябин, который считает дни до пенсии, и вернувшийся из командировки с Северного Кавказа Джексон. Костя Леднев подрос до заместителя начальника отдела и набрал в команду молодых оперов. Полковник Арнаутов ушел на пенсию и возглавил «Фонд ветеранов сыска», а его сын Паша служит в спецназе УФСИН. В это время в городе происходит ряд громких заказных убийств бывших криминальных авторитетов, легализовавших свой бизнес. Бытует мнение, что все бизнесмены стали жертвами так называемой «Белой стрелы» — якобы государственной спецслужбы, имеющей «лицензию на убийство», однако цель которой отнюдь не восстановление социальной справедливости. Когда во время покушения на Набокова возлюбленная Шилова становится случайной жертвой киллеров, Роман снова вступает в «игру» и начинает собственное расследование… Личность установленного им исполнителя убийств даже для него становится полной неожиданностью.
«Провокатор» (4 сезон)
Роман Шилов, после того как цинично расстрелял в ресторане заказчиков покушения на свою возлюбленную, находится под стражей в «Крестах» и дожидается приговора суда. В стране активизировалась радикальная ячейка по борьбе с коррупцией под названием «Радикальный фронт защиты народа», которая методично и профессионально уничтожает чиновников, заподозренных в коррупции. Однако ни по одному делу нет реальных зацепок. Дело находится на контроле в ФСБ. В Уфе, после убийства вице-губернатора, сотрудники МВД на транспорте случайно задерживают некого Чубарова по подозрению к причастности к этому убийству, однако доказать его вину региональному ФСБ не удаётся. Понимая, что Чубаров — это единственный шанс раскрыть дело государственной важности, сотрудник ФСБ Павел Арсеньев придумывает оперативную комбинацию, а именно этапировать Чубарова в камеру к Шилову, чтобы он в обмен на свободу внедрился к нему в доверие и помог разоблачить членов преступной организации. Роман в ответ ставит условие, чтобы в разработке принял участие его знакомый Алексей Берестов, а также предлагает инсценировать побег его и Чубарова из СИЗО. Руководство ФСБ не решается взять на себя ответственность и в последний момент отменяет операцию. Когда сообщники Чубарова сами организуют ему побег, Чубаров предлагает Шилову, который уже установил с ним контакт, бежать вместе. Шилов решается на побег… На карту поставлено всё: жизнь, свобода и репутация.

## В главных ролях
| Актёр                     | Персонаж                            | Эпизоды | Сезоны       | Сезоны       | Сезоны       | Сезоны       | Сезоны       | Сезоны       | Сезоны       | Сезоны       | Сезоны       | Сезоны       | Сезоны    |
| Актёр                     | Персонаж                            | Эпизоды | 1            | 2            | 3            | 4            | 5            | 6            | 7            | 8            | 9            | 10           | 11        |
| ------------------------- | ----------------------------------- | ------- | ------------ | ------------ | ------------ | ------------ | ------------ | ------------ | ------------ | ------------ | ------------ | ------------ | --------- |
| Александр Устюгов         | Роман Георгиевич Шилов              | 164     | Постоянно    | Постоянно    | Постоянно    | Постоянно    | Постоянно    | Постоянно    | Постоянно    | Постоянно    | Постоянно    | Постоянно    | Постоянно |
| Дмитрий Быковский-Ромашов | Евгений Егорович Иванов («Джексон») | 132     | Постоянно    | Постоянно    | Постоянно    | Постоянно    | Постоянно    | Постоянно    | Постоянно    | Постоянно    | Постоянно    | Постоянно    |           |
| Всеволод Цурило           | Павел Николаевич Арнаутов           | 120     | Периодически | Периодически | Периодически | Периодически | Постоянно    | Постоянно    | Постоянно    | Постоянно    | Постоянно    | Постоянно    | Постоянно |
| Александр Лисицын         | Николай Иванович Арнаутов           | 35      | Периодически | Периодически | Постоянно    | Периодически | Периодически | Периодически | Периодически | Периодически | Периодически | Периодически |           |
| Руслан Ибрагимов          | Айдар Джавдетович Шамангалиев       | 32      | Периодически | Периодически | Периодически | Периодически | Периодически | Периодически | Периодически | Периодически | Периодически |              |           |
| Алексей Завьялов          | Станислав Александрович Скрябин     | 44      | Постоянно    | Постоянно    | Постоянно    | Постоянно    |              |              |              |              |              |              |           |
| Кирилл Таскин             | Сергей Алексеевич Соловьёв          | 5       | Постоянно    |              |              |              |              |              |              |              |              |              |           |
| Виталий Такс              | Анатолий Сапожников                 | 27      | Периодически | Постоянно    | Постоянно    |              |              |              |              |              |              |              |           |
| Сергей Кудрявцев          | Виктор Егоров                       | 17      | Постоянно    | Периодически | Периодически |              |              |              |              |              |              |              |           |
| Юрий Елагин               | Леонид Василевский                  | 20      | Постоянно    | Периодически | Периодически | Периодически |              |              |              |              |              |              |           |
| Марина Игнатова           | Татьяна Николаевна Кожурина         | 64      | Постоянно    | Постоянно    | Постоянно    | Периодически | Постоянно    | Периодически | Периодически | Периодически | Периодически |              |           |
| Ринат Ибрагимов           | Сергей Петрович Жамнов              | 24      |              | Периодически | Постоянно    | Постоянно    |              |              |              |              |              |              |           |
| Никита Куликов            | Константин Сергеевич Леднёв         | 20      |              | Периодически | Постоянно    | Периодически |              |              |              |              |              |              |           |
| Андрей Папанин            | Геннадий Дёмин                      | 20      |              |              |              |              | Периодически | Периодически |              |              |              |              |           |
| Максим Студеновский       | Олег Николаевич Воловец             | 15      |              |              |              |              | Периодически | Периодически |              |              |              |              |           |
| Юлия Левакова             | Мария Трофименко                    | 14      |              |              |              |              |              | Периодически | Периодически |              |              |              |           |
| Ольга Иванова             | Мила Сорокина                       | 14      |              |              |              |              |              | Периодически | Периодически | Периодически |              |              |           |

1. ↑  майор милиции → подполковник полиции, начальник 2 отдела УУР ГУВД СПб и ЛО/ старший оперуполномоченный по особо важным делам/ оперуполномоченный ОУР Центрального РУВД/ начальник Отдела УУР ГУ МВД России по Северо-Западному ФО, начальник 3 отдела/ начальник 2 отдела/ начальник управления уголовного розыска и криминальной полиции ГУ МВД России по г. Санкт-Петербургу и Ленинградской области
2. ↑  капитан милиции→майор полиции→ подполковник полиции, старший оперуполномоченный 2 отдела УУР ГУВД СПб и ЛО/ таксист/ старший оперуполномоченный 2 Отдела УУР ГУ МВД России по Северо-Западному ФО/ старший оперуполномоченный 2 отдела УУР ГУ МВД России по г. Санкт-Петербургу и Ленинградской области
3. ↑  лейтенант милиции → старший лейтенант милиции → капитан милиции → майор полиции, боец СОБР/ старший оперуполномоченный РУБОП ГУВД СПб и ЛО/ командир ОСН ГУФСИН/ старший оперуполномоченный по особо важным делам 2 отдела УУР ГУВД/ участковый уполномоченный/ старший оперуполномоченный 2 Отдела УУР ГУ МВД России по Северо-Западному ФО/ заместитель начальника 2 отдела УУР/ старший офицер по особым поручениям/ заместитель начальника управления уголовного розыска и криминальной полиции ГУ МВД России по г. Санкт-Петербургу и Ленинградской области
4. ↑  отец Павла, подполковник милиции → полковник милиции → пенсионер МВД → начальник охраны Шамангалиева → начальник смены склада конфиската ФТС РФ по северо-западу
5. ↑  друг Шилова, бывший криминальный авторитет
6. ↑  капитан → майор, начальник 2 отдела УУР ГУВД
7. ↑  капитан милиции
8. ↑  капитан милиции → журналист
9. ↑  оперуполномоченный СИЗО → ст. оперуполномоченный «убойного» отдела ГУВД
10. ↑  ст. оперуполномоченный «убойного» отдела ГУВД → киллер
11. ↑  следователь прокуратуры → адвокат → федеральный судья
12. ↑  ст. оперуполномоченный «убойного» отдела ГУВД
13. ↑  лейтенант милиции → ст. лейтенант → капитан
14. ↑  оперуполномоченный «убойного» отдела ГУВД
15. ↑   оперуполномоченный «убойного» отдела ГУВД → оперуполномоченный территориального УВД
16. ↑  капитан полиции
17. ↑  оперуполномоченный «убойного» отдела ГУВД

## В ролях
- Даниэла Стоянович — Ольга, сотрудница «убойного» отдела (1-й сезон)
- Александр Глинский — Фёдор Прахов («Кальян»), лидер преступной группировки (1-й сезон)
- Владимир Рублёв — Юрий Сергеевич Громов, начальник криминальной милиции ГУВД (1-й сезон)
- Валерий Чебурканов — Александр Иванович Карташов («Фельдмаршал»), начальник отдела УБОП (1-й сезон)
- Георгий Пицхелаури — Анатолий Николаевич Грибов («Румын»), взрывник, возлюбленный Саши Пановой (1-й сезон)
- Игорь Головин — Григорий Александрович Лютый, опер УБОП (1-й сезон)
- Валерий Малюшин — Лев Павлович Кустов, зам. начальника УСБ по г. Санкт-Петербургу и Ленинградской области → начальник «убойного» отдела ГУВД (1-й — 2-й сезоны)
- Александр Глебов — Молчунов, опер УБОП → инкассатор (1-й — 3-й сезоны)
- Юлия Нижельская — Александра Дмитриевна Панова, преступница (1-й — 3-й сезоны)
- Владимир Сапунков — Антон Сергеевич Саблин, полковник УФСБ России по Санкт-Петербургу и Ленинградской области (1-й — 3-й сезоны)
- Вадим Бочанов — Сергей Константинович Ткачёв, начальник ОРЧ СБ по г. Санкт-Петербургу и Ленинградской области (1-й — 3-й сезоны, спин-офф «Ментовские войны. Эпилог»)
- Александр Орловский — Олег Аркадьевич Глотов, сотрудник УБНОН → начальник криминальной милиции → начальник ГУВД (1-й — 3-й сезоны)
- Сергей Перегудов — Михаил Николаевич Краснов, подследственный/приятель Шилова (1-й — 2-й сезоны)
- Сергей Кузнецов — Борис Аркадьевич Крюков, генерал-майор, начальник УФСБ России по Санкт-Петербургу и Ленинградской области (1-й — 3-й сезоны)
- Леонид Осокин — Юрий Голицын, следователь прокуратуры (1-й — 4-й сезоны)
- Роман Громадский — Максим Викторович Герасимов, генерал-майор, начальник ГУВД → депутат Законодательного Собрания (1-й — 7-й сезоны)
- Анастасия Самарская — Наталья, сотрудница «убойного» отдела ГУВД (2-й — 3-й сезоны)
- Сергей Уманов — Артур Борисович Свистунов, киллер (2-й — 3-й сезоны)
- Маргарита Алёшина — Марина Цепляева, киллер (5-й сезон) Арестована Шиловым и Джексоном в последней серии.
- Денис Горин — Александр Иванович Ботвиньев, партнёр Шамангалиева по бизнесу (5-й сезон)
- Олег Петров — ДПСник-убийца (1-й сезон)
- Александр Поляков — Павленко, ДПСник-убийца (1-й сезон)
- Дарья Юргенс — Екатерина Михайловна Хмелёва, опер «разбойного» отдела → зам. начальника территориального отделения (2-й — 3-й, 7-й — 8-й сезоны)
- Сергей Кушаков — Олег Эдуардович Нагорный, начальник охраны Апостола (2-й — 5-й сезоны)
- Анатолий Узденский — Пётр Сергеевич/Борисович Набоков («Апостол»), бизнесмен, криминальный авторитет, главарь преступного сообщества Санкт-Петербурга, оказывавший помощь Шилову в ряде вопросов. Имел весьма специфические взаимоотношения с Шиловым, которые можно охарактеризовать одной его фразой: «Ещё неизвестно, кто из нас кому больше должен» (2-й — 7-й сезоны, спин-офф «Апостол. Отцовский инстинкт»)
- Александр Кладько — Алексей Берестов, капитан ФСБ (3-й — 4-й сезоны)
- Александр Кошкарёв — Алексей Неведомский, директор бюро репортёрских расследований (2-й — 4-й сезоны, спин-офф «Ментовские войны. Эпилог»)
- Ирина Сотикова — Любовь‚ знакомая Шилова (4-й — 9-й сезоны)
- Андрей Аладьин — Олег Климов, оперативник, капитан полиции (9-й — 11-й сезоны)
- Елена Бояршинова — Вера Дмитриевна Русакова, опер «убойного» отдела ГУВД, впоследствии террористка-смертница (5-й сезон, упоминается в 10-м сезоне)
- Татьяна Гончарова — Ольга Витальевна Аксёнова, следователь СК (5-й — 7-й сезоны)
- Янина Соколовская — Елизавета Александровна Орлова, журналист бюро репортёрских расследований → сотрудница пресс-службы ГУВД (старший лейтенант → капитан) (3-й, 5-й — 8-й сезоны)
- Мария Иванова — Светлана Игоревна Морозова, лейтенант → старший лейтенант → капитан, сотрудница «убойного» отдела (5-й — 11-й сезоны)
- Роберт Студеновский — Павел Андреевич Гущенко, капитан → майор (5-й — 11-й сезоны)
- Андрей Родимов — Алексей Иванович Ковалёв, работает в прослушке (1 сезон); майор ГИБДД ГУВД по Санкт-Петербургу → начальник криминальной милиции ГУВД (майор милиции → подполковник полиции) → замминистра ВД РФ → адвокат → начальник Северо-Западного таможенного управления ФТС РФ (5-й — 10-й сезоны)
- Дмитрий Лебедев — Алексей Донченко, генерал-лейтенант, начальник ГУВД (5-й — 11-й сезоны)
- Андрей Кузнецов — Дмитрий Дмитриевич Орехов, начальник криминальной милиции → начальник ГУ МВД (5-й — 11-й сезоны)
- Евгения Устюгова — Евгения Романовна (Женя) Шилова, дочь Шилова (5-й — 9-й сезоны)
- Роман Жилкин — Парамонов («Танкист»), преступник (6-й — 9-й сезоны)
- Светлана Смирнова-Кацагаджиева — Ксения Ивановна Максакова, жена Шилова (6-й — 11-й сезоны)
- Елизавета Ковалёва — Екатерина Горелова, следователь (6-й — 11-й сезоны)
- Виктор Молчан — Илья Константинович Конев. генерал-лейтенант МВД. Крышеватель «Невских партизан» (прототип Приморские партизаны) (7-й сезон)
- Варвара Владимирова — Галина Ивановна Понизова, зам. председателя Следственного комитета (7-й сезон)
- Александр Саюталин — Семён Калюжный, генерал (7-й — 10-й сезоны)
- Александр Ленин — Сергей Артурович Каспарян, полковник, начальник УБЭП (7-й — 8-й сезоны)
- Владимир Сапрыкин — Павел Игнатьевич Дубровский, председатель Комиссии Госдумы по борьбе с коррупцией (7-й — 8-й сезоны) убит Удавом
- Олег Гаянов — Андрей Виленович Демидов, полковник УСБ по Санкт-Петербургу и Ленинградской области (7-й — 8-й сезоны)
- Руслан Барабанов — Игорь Чернов («Удав»), киллер. Арестован при убийстве Дубровского. (7-й — 8-й сезоны)
- Любовь Матюшина — Ольга Николаевна Шилова, пенсионерка, мать Шилова (7-й — 9-й сезоны)
- Александр Сирин — Георгий Сергеевич Шилов, отец Шилова (7-й — 9-й сезоны)
- Леонид Прокофьев — Тимур Андреевич Мамедов, капитан УСБ, оперативник (7-й — 8-й, 10-й — 11-й сезон)
- Константин Хасанов — Сергей Сергеевич Бодрунов, бывший начальник «убойного» отдела ГУВД. Арестован за расстрел людей. В камере повысился . (прототип — Денис Евсюков) (5-й сезон, фильм «Другая река»)
- Андрей Карако — Давид Ираклиевич Дадиани («Князь»), оперативник; «оборотень в погонах» (8-й — 10-й сезоны)
- Ольга Павловец — Марианна Панайотова, бизнесвумен, руководительница благотворительного фонда «Марианна» (8-й — 10-й сезоны)
- Дмитрий Мухамадеев — Олег Викторович Панайотов, криминальный бизнесмен (9-й — 10-й сезоны)
- Мария Цветкова — Юлия Сергеевна Капустина, бывшая жена Вадима Капустина, возлюбленная Джексона, мать Виталика (9-й — 10-й сезоны)
- Мария Фефилова — Анна Игоревна Волчанская, начальник департамента Минобороны (прототип — Евгения Васильева) (9-й — 10-й сезоны)
- Дмитрий Трофимов — Владимир Пермяков, подполковник ФСБ (10-й — 11-й сезоны)
- Наталья Мызникова — Анастасия Огнева, майор ФСБ (10-й — 11-й сезоны)
- Александр Цыбульский — Сергеич, инкассатор (3-й сезон) / Леонид Калугин (11-й сезон)

## Список эпизодов
| Сезон | Сезон | Количество серии               | Название сезона       | Название эпизодов                                                                                                   | Премьерный показ |
| ----- | ----- | ------------------------------ | --------------------- | --- | ---------------- |
|       | 1     | 1—12 (2 эпизода по 6 серий)    | «Ментовские войны-1»  | 1. «Старший оборотень по особо важным делам» 2. «Недетские игры»                                                    | 2005             |
|       | 2     | 13—24 (3 эпизода по 4 серии)   | «Ментовские войны-2»  | 1. «За неделю до весны» 2. «Закон джунглей» 3. «В условиях неочевидности»                                           | 2006             |
|       | 3     | 25—36 (3 эпизода по 4 серии)   | «Ментовские войны-3»  | 1. «Казаки-разбойники» 2. «Образ врага» 3. «Второй фронт»                                                           | 2007             |
|       | 4     | 37—44 (2 эпизода по 4 серии)   | «Ментовские войны-4»  | 1. «Золотая стрела» 2. «Провокатор»                                                                                 | 2008             |
|       | 5     | 45—60 (4 эпизода по 4 серии)   | «Ментовские войны-5»  | 1. «Другая река» 2. «С чистой совестью» 3. «Лицом к лицу» 4. «Голова медузы»                                        | 2011             |
|       | 6     | 61—76 (4 эпизода по 4 серии)   | «Ментовские войны-6»  | 1. «Банда» 2. «Исполнитель желаний» 3. «Честь мундира» 4. «Русская рулетка»                                         | 2011             |
|       | 7     | 77—100 (6 эпизодов по 4 серии) | «Ментовские войны-7»  | 1. «Змея в траве» 2. «Каратель» 3. «Гонка на выживание» 4. «Граница зла» 5. «Невские партизаны» 6. «Корм для акулы» | 2013             |
|       | 8     | 101—116 (4 эпизода по 4 серии) | «Ментовские войны-8»  | 1. «Игра на чужом поле» 2. «Большой брат» 3. «Китайская ничья» 4. «Последняя война»                                 | 2014             |
|       | 9     | 117—132 (4 эпизода по 4 серии) | «Ментовские войны-9»  | 1. «Первый уровень» 2. «Невидимки в темноте» 3. «Сафари на охотников» 4. «Адвокат для генерала»                     | 2015             |
|       | 10    | 133—148 (4 эпизода по 4 серии) | «Ментовские войны-10» | 1. «Кукловоды» 2. «Окончательный расчет» 3. «Доверенное лицо» 4. «Лабиринт»                                         | 2016             |
|       | 11    | 149—164 (4 эпизода по 4 серии) | «Ментовские войны-11» | 1. «Вертикаль безвластия» 2. «Право убивать» 3. «Неприкасаемые» 4. «Власть и закон»                                 | 2017—2018        |

## Спин-оффы
- «Ментовские войны. Эпилог» (2008)
  - Время действия — после 4-го сезона
- «Отдельное поручение» (2012)
  - Время действия — после фильма «Ментовские войны. Эпилог»
- «Просто Джексон» (2012)
  - Время действия — после фильма «Ментовские войны. Эпилог»
- «Шилов — Моя фамилия» (2013)
  - Время действия — после 7-го сезона
- «Апостол. Отцовский инстинкт» (2014)
  - Время действия — после 5-го сезона

### Ремейки
В 2015—2018 годах на Украине была снята версия сериала «Ментовские войны» в качестве адаптации по «франчейз».